# Rick Gonzalez
Rick Gonzalez, född 30 juni 1979 i New York, är en amerikansk skådespelare.
Gonzalez har bland annat medverkat i TV-serien Law & Order: Organized Crime. Han har även medverkat i filmerna Coach Carter respektive Pulse.

## Filmografi (i urval)
- 2005 – Coach Carter
- 2006 – Pulse
- 2007–2009 – Reaper (TV-serie)
- 2019–2022 – Law & Order: Organized Crime (TV-serie)
- 2021 – The Lost Symbol (TV-serie)